# Twin Peaks (soundtrack)
Twin Peaks (ook wel bekend als: Soundtrack from Twin Peaks) is de officiële soundtrackalbum van de televisieserie Twin Peaks uit 1990. Het album werd gecomponeerd door Angelo Badalamenti en uitgebracht op 11 september 1990 door Warner Bros. Records.
Badalamenti composities werden in de muziekstijlen van jazz, ambient en dreampop uitgevoerd. Hij speelde zelf in het orkest de muziekinstrumenten piano en synthesizer. De bedenker, regisseur, scenarioschrijver en producent van de serie David Lynch schreef de tekst bij de vocale nummers die gezongen werden door Julee Cruise. Het nummer "Falling" (vocale versie: Twin Peaks Theme) werd hetzelfde jaar ook uitgebracht op single. Badalamenti won in 1991 met "Twin Peaks Theme" een Grammy Award in de categorie 'Best Pop Instrumental Performance'. In het najaar van 1991 maakte de muzikant/DJ Moby van het nummer "Laura Palmer's Theme" een dance versie onder de naam "Go".

## Nummers
| Nr. | Titel                                        | Duur |
| --- | -------------------------------------------- | ---- |
| 1   | Twin Peaks Theme                             | 5:10 |
| 2   | Laura Palmer's Theme                         | 4:52 |
| 3   | Audrey's Dance                               | 5:17 |
| 4   | The Nightingale (gezongen door Julee Cruise) | 4:56 |
| 5   | Freshly Squeezed                             | 3:48 |
| 6   | The Bookhouse Boys                           | 3:29 |
| 7   | Into the Night (gezongen door Julee Cruise)  | 4:44 |
| 8   | Night Life in Twin Peaks                     | 3:27 |
| 9   | Dance of the Dream Man                       | 3:41 |
| 10  | Love Theme from Twin Peaks                   | 5:04 |
| 11  | Falling (gezongen door Julee Cruise)         | 5:21 |

## Hitnoteringen

### NederlandseAlbum Top 100
| Hitnotering: (week 1 t/m 4) 26-01-1991 t/m 16-02-1991 Hitnotering: (week 5 t/m 17) 28-09-1991 t/m 21-12-1991 Hitnotering: (week 18 t/m 25) 04-01-1992 t/m 22-02-1992 | Hitnotering: (week 1 t/m 4) 26-01-1991 t/m 16-02-1991 Hitnotering: (week 5 t/m 17) 28-09-1991 t/m 21-12-1991 Hitnotering: (week 18 t/m 25) 04-01-1992 t/m 22-02-1992 | Hitnotering: (week 1 t/m 4) 26-01-1991 t/m 16-02-1991 Hitnotering: (week 5 t/m 17) 28-09-1991 t/m 21-12-1991 Hitnotering: (week 18 t/m 25) 04-01-1992 t/m 22-02-1992 | Hitnotering: (week 1 t/m 4) 26-01-1991 t/m 16-02-1991 Hitnotering: (week 5 t/m 17) 28-09-1991 t/m 21-12-1991 Hitnotering: (week 18 t/m 25) 04-01-1992 t/m 22-02-1992 | Hitnotering: (week 1 t/m 4) 26-01-1991 t/m 16-02-1991 Hitnotering: (week 5 t/m 17) 28-09-1991 t/m 21-12-1991 Hitnotering: (week 18 t/m 25) 04-01-1992 t/m 22-02-1992 | Hitnotering: (week 1 t/m 4) 26-01-1991 t/m 16-02-1991 Hitnotering: (week 5 t/m 17) 28-09-1991 t/m 21-12-1991 Hitnotering: (week 18 t/m 25) 04-01-1992 t/m 22-02-1992 | Hitnotering: (week 1 t/m 4) 26-01-1991 t/m 16-02-1991 Hitnotering: (week 5 t/m 17) 28-09-1991 t/m 21-12-1991 Hitnotering: (week 18 t/m 25) 04-01-1992 t/m 22-02-1992 | Hitnotering: (week 1 t/m 4) 26-01-1991 t/m 16-02-1991 Hitnotering: (week 5 t/m 17) 28-09-1991 t/m 21-12-1991 Hitnotering: (week 18 t/m 25) 04-01-1992 t/m 22-02-1992 | Hitnotering: (week 1 t/m 4) 26-01-1991 t/m 16-02-1991 Hitnotering: (week 5 t/m 17) 28-09-1991 t/m 21-12-1991 Hitnotering: (week 18 t/m 25) 04-01-1992 t/m 22-02-1992 | Hitnotering: (week 1 t/m 4) 26-01-1991 t/m 16-02-1991 Hitnotering: (week 5 t/m 17) 28-09-1991 t/m 21-12-1991 Hitnotering: (week 18 t/m 25) 04-01-1992 t/m 22-02-1992 | Hitnotering: (week 1 t/m 4) 26-01-1991 t/m 16-02-1991 Hitnotering: (week 5 t/m 17) 28-09-1991 t/m 21-12-1991 Hitnotering: (week 18 t/m 25) 04-01-1992 t/m 22-02-1992 | Hitnotering: (week 1 t/m 4) 26-01-1991 t/m 16-02-1991 Hitnotering: (week 5 t/m 17) 28-09-1991 t/m 21-12-1991 Hitnotering: (week 18 t/m 25) 04-01-1992 t/m 22-02-1992 | Hitnotering: (week 1 t/m 4) 26-01-1991 t/m 16-02-1991 Hitnotering: (week 5 t/m 17) 28-09-1991 t/m 21-12-1991 Hitnotering: (week 18 t/m 25) 04-01-1992 t/m 22-02-1992 | Hitnotering: (week 1 t/m 4) 26-01-1991 t/m 16-02-1991 Hitnotering: (week 5 t/m 17) 28-09-1991 t/m 21-12-1991 Hitnotering: (week 18 t/m 25) 04-01-1992 t/m 22-02-1992 | Hitnotering: (week 1 t/m 4) 26-01-1991 t/m 16-02-1991 Hitnotering: (week 5 t/m 17) 28-09-1991 t/m 21-12-1991 Hitnotering: (week 18 t/m 25) 04-01-1992 t/m 22-02-1992 | Hitnotering: (week 1 t/m 4) 26-01-1991 t/m 16-02-1991 Hitnotering: (week 5 t/m 17) 28-09-1991 t/m 21-12-1991 Hitnotering: (week 18 t/m 25) 04-01-1992 t/m 22-02-1992 | Hitnotering: (week 1 t/m 4) 26-01-1991 t/m 16-02-1991 Hitnotering: (week 5 t/m 17) 28-09-1991 t/m 21-12-1991 Hitnotering: (week 18 t/m 25) 04-01-1992 t/m 22-02-1992 | Hitnotering: (week 1 t/m 4) 26-01-1991 t/m 16-02-1991 Hitnotering: (week 5 t/m 17) 28-09-1991 t/m 21-12-1991 Hitnotering: (week 18 t/m 25) 04-01-1992 t/m 22-02-1992 | Hitnotering: (week 1 t/m 4) 26-01-1991 t/m 16-02-1991 Hitnotering: (week 5 t/m 17) 28-09-1991 t/m 21-12-1991 Hitnotering: (week 18 t/m 25) 04-01-1992 t/m 22-02-1992 | Hitnotering: (week 1 t/m 4) 26-01-1991 t/m 16-02-1991 Hitnotering: (week 5 t/m 17) 28-09-1991 t/m 21-12-1991 Hitnotering: (week 18 t/m 25) 04-01-1992 t/m 22-02-1992 | Hitnotering: (week 1 t/m 4) 26-01-1991 t/m 16-02-1991 Hitnotering: (week 5 t/m 17) 28-09-1991 t/m 21-12-1991 Hitnotering: (week 18 t/m 25) 04-01-1992 t/m 22-02-1992 |
| Week: | 1 | 2 | 3 | 4 | | 5 | 6 | 7 | 8 | 9 | 10 | 11 | 12 | 13 | 14 | 15 | 16 | 17 | | 18 |
| --- | --- | --- | --- | --- | --- | --- | --- | --- | --- | --- | --- | --- | --- | --- | --- | --- | --- | --- | --- | --- |
| Positie: | 92 | 91 | 86 | 91 | uit | 90 | 79 | 40 | 23 | 12 | 8 | 6 | 5 | 6 | 8 | 11 | 11 | 16 | uit | 24 |
| Week: | 19 | 20 | 21 | 22 | 23 | 24 | 25 | | | | | | | | | | | | | |
| Positie: | 32 | 43 | 52 | 55 | 62 | 76 | 98 | uit | | | | | | | | | | | | |

### NPO Klassiek Filmmuziek Top 200
| Positie | 30 | 38 | 19 | 27 | 41 | 37 | 37 | 27 |